# Satriano
Satriano è un comune italiano di 3 381 abitanti della provincia di Catanzaro, in Calabria.

## Geografia fisica

### Territorio
Il territorio di Satriano si spinge dal territorio pianeggiante sul mar Ionio,  sino alle colline. La popolazione è distribuita fra la zona marina e la collina (Satriano centro) dove hanno sede gli uffici comunali. Nella parte alta del paese vi sono molti castagneti, mentre in collina vi sono molte piante d'ulivo.

## Storia

### Gironda, Ravaschieri, Filangieri
Satriano, allo stesso modo di Cardinale,  venne governato dapprima dalla famiglia Gironda, successivamente dalla famiglia Ravaschieri ed infine dalla famiglia Filangieri.

### Terremoto del 1783
Satriano come tantissimi altri centri della Calabria subì dannose conseguenze dalla serie di terremoti che iniziarono il 5 febbraio 1783 e si conclusero con una ultima e tremenda scossa il 28 marzo 1783. Giovanni Vivenzio scrisse: "sembra come altrove abbiamo detto, che il sotterraneo scoppio della materia efficiente il Tremuoto de' 28 marzo fosse stata nelle contrade di Girifalco o sia nel centro della parte più stretta della Provincia poiché quanto più i Paesi si accollano a detto luogo tanto maggior danno si osserva aver essi sofferto. Infatti lo Stato di Satriano che aveva patito delle lesioni per le prime scosse in quella de' 28 marzo ebbe considerevoli rovine essendo caduti molti edifici e gli altri rimasi inabitabili. I campi di questo Stato producono Vettovaglie di ogni genere Olio, Seta, Bambagia e Castagne". Dunque, fu proprio il terremoto del 28 marzo 1783 quello che distrusse maggiormente Satriano che invece subì danni minori dalle altre scosse avvenute nei mesi precedenti.

## Monumenti e luoghi d'interesse

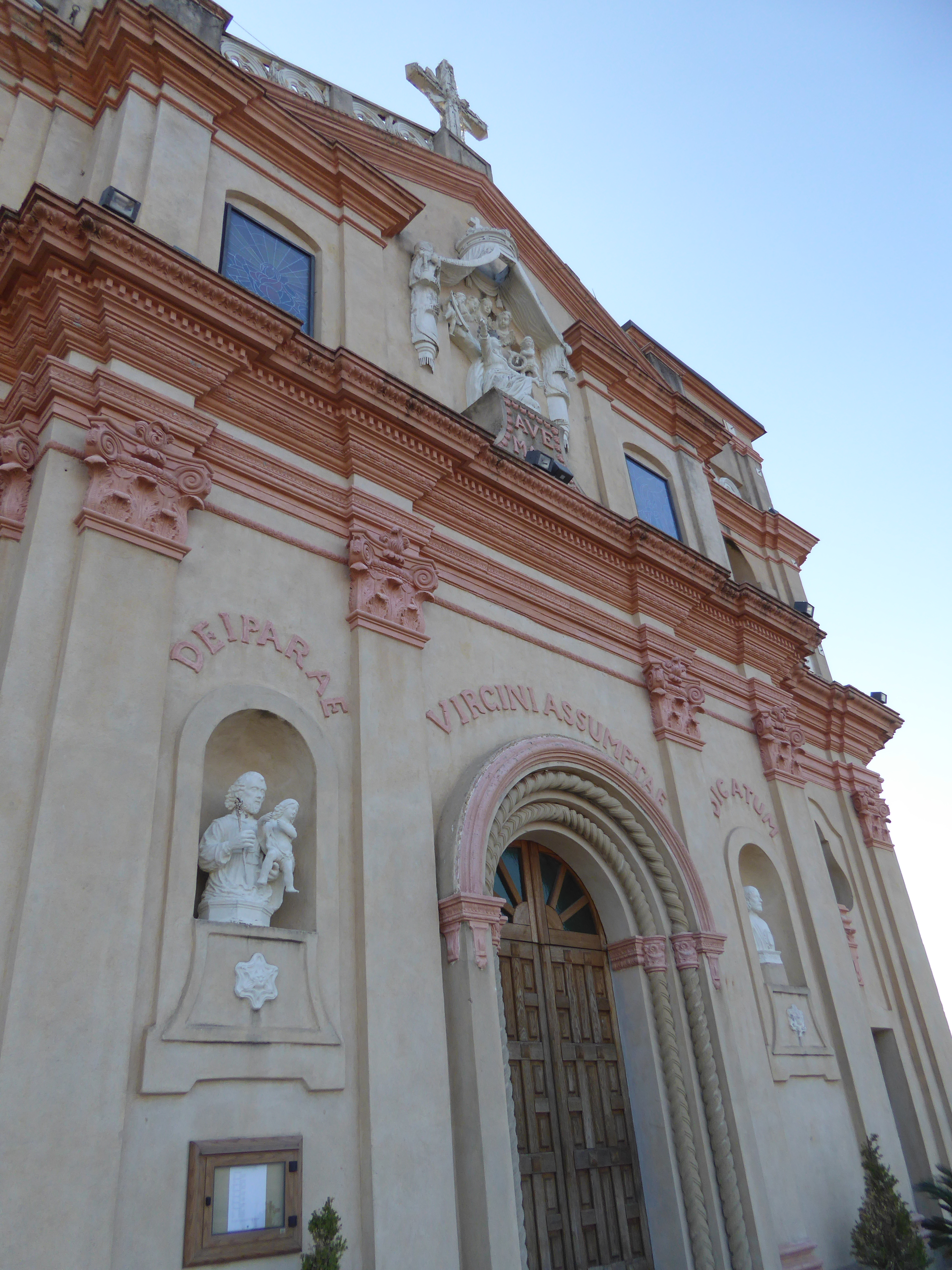
Chiesa matrice di Santa Maria di Altavilla a Satriano (agosto 2019)

- Monumentale Chiesa matrice di Santa Maria di Altavilla - Centro storico
- Statua marmorea raffigurante Sant'Agata datata 1549 di scuola gaginiana
- Torre "Ravaschiera", 1818
- Piazza Spirito Santo con “Milite Ignoto”
- Monumento Ai Caduti Sul Lavoro All’estero

## Società

### Evoluzione demografica
Abitanti censiti

## Infrastrutture e trasporti
Il territorio comunale è attraversato dalla Strada statale 106 Jonica e dalle strade provinciali 128, 130, 148 e 149.

## Amministrazione
| Periodo           | Periodo           | Primo cittadino            | Partito                          | Carica                    | Note |
| ----------------- | ----------------- | -------------------------- | -------------------------------- | ------------------------- | ---- |
| 19 novembre 1995  | 16 novembre 1997  | Luigi Battaglia            | lista civica di centro           | sindaco                   |      |
| 16 novembre 1997  | 27 maggio 2002    | Domenico Battaglia         | Alleanza Nazionale               | sindaco                   |      |
| 27 maggio 2002    | 28 maggio 2007    | Domenico Battaglia         | lista civica di centro-destra    | sindaco                   |      |
| 28 maggio 2007    | 7 giugno 2012     | Michele Drosi              | Partito Democratico              | sindaco                   |      |
| 7 maggio 2012     | 11 giugno 2017    | Michele Drosi              | lista civica "Nuova Satriano"    | sindaco                   |      |
| 11 giugno 2017    | 10 giugno 2018    |                            |                                  | commissario straordinario |      |
| 10 giugno 2018    | 24 settembre 2019 | Teodoro Aldo Battaglia     | lista civica "Alba per Satriano" | sindaco                   |      |
| 24 settembre 2019 | 21 settembre 2020 |                            |                                  | commissario straordinario |      |
| 21 settembre 2020 | in carica         | Massimiliano Chiaravalloti | lista civica "L'Altra Satriano"  | sindaco                   |      |